# 深圳海洋大学
深圳海洋大学（筹），位于中国广东省深圳市大鹏新区，由南方科技大学负责筹建，定位为国际化、高水平的新型研究型海洋大学，打造全球海洋拔尖创新人才培养基地、海洋科技创新高地及全球海洋发展高端智库。

## 历史沿革
2018年，9月，中共深圳市委和深圳市人民政府出台《关于勇当海洋强国尖兵 加快建设全球海洋中心城市的决定》，提出“要大力发展海洋高等教育，创办国际化综合性海洋高等院校”，开始着手筹建深圳海洋大学。
2019年，8月，中共中央发表《中共中央国务院关于支持深圳建设中国特色社会主义先行示范区的意见》，提出“按程序组建海洋大学和国家深海科考中心”。
2021年，深圳海洋大学明确选址在大鹏新区坝光片区，由南方科技大学牵头筹建，海洋地球物理学家、南科大海洋系林间讲席教授出任深圳海洋大学筹建具体负责人。
2022年，1月，深圳市人民政府常务会议审议并原则通过《关于提请审议海洋大学筹建方案的请示》；3月，深圳市人民政府发文成立深圳海洋大学筹建工作专班与筹备办公室；4月，深圳市发展和改革委员会正式赋予深圳海洋大学项目代码，深圳海洋大学进入政府投资建设程序；6月，南方科技大学与深圳市大鹏新区管委会签署合作协议，双方共建海洋科学研究院，作为深圳海洋大学正式设立前的过渡主体。
2023年，7月，深圳海洋大学校园正式开工建设；12月，成立南方科技大学海洋高等研究院，统筹深圳海洋大学建设。

## 学术
学生规模方面，深圳海洋大学将开展本硕博一体化教育，学生本硕博比例初步拟定约为2：2：1，全日制在校生约10000人，依托南方科技大学招收首届学生，并逐步增加学生规模，到2024年在校生规模达800人。
学科设置方面，深圳海洋大学将对标麻省理工学院、伍兹霍尔海洋研究所等高校，围绕深圳海洋产业发展需求，重点发展海洋交叉特色学科，打造三大海洋特色学科群，即工程技术学科群、国际商学法学学科群和军民融合学科群。

## 校园规划
深圳海洋大学选址深圳市大鹏新区葵涌办事处坝光片区，用地面积约66公顷（建设用地约40公顷）。

根据深圳市建筑工务署的招标公告，深圳海洋大学、国家深海科考中心、深圳海洋博物馆将一体化建设，最终方案设计由清华大学建筑设计研究院中标。
校园一期于2023年7月开工建设，用地面积40.12万平方米，建筑面积59.82万平方米，总投资60.53亿元，主要建筑物包括教学及办公用房、公共用房、科研用房、生活及配套用房、图书馆等。2024年12月，校园生活区建筑主体封顶。校园预计2025年7月部分建成投入使用，2026年全面建成投入使用。